# Tuure Kilpeläinen
Tuure Kilpeläinen (* 29. Juni 1970 in Uusikaupunki) ist ein finnischer Musiker und Singer-Songwriter. Er veröffentlichte sieben Alben und schrieb auch Lieder für andere finnische Sänger, wie Jonna Tervomaa, Jippu, Vuokko Hovatta, Anna Puu, Vesa-Matti Loiri, Jorma Kääriäinen, Kari Tapio oder Johanna Kurkela.
Selbst gesungen hat er das erste Mal 1999 auf dem Album Luksus mit der gleichnamigen Band. Seit 2010 spielt er mit der eigenen Band namens Kaihon Karavaani (finnisch Karawane der Sehnsucht).

## Karriere

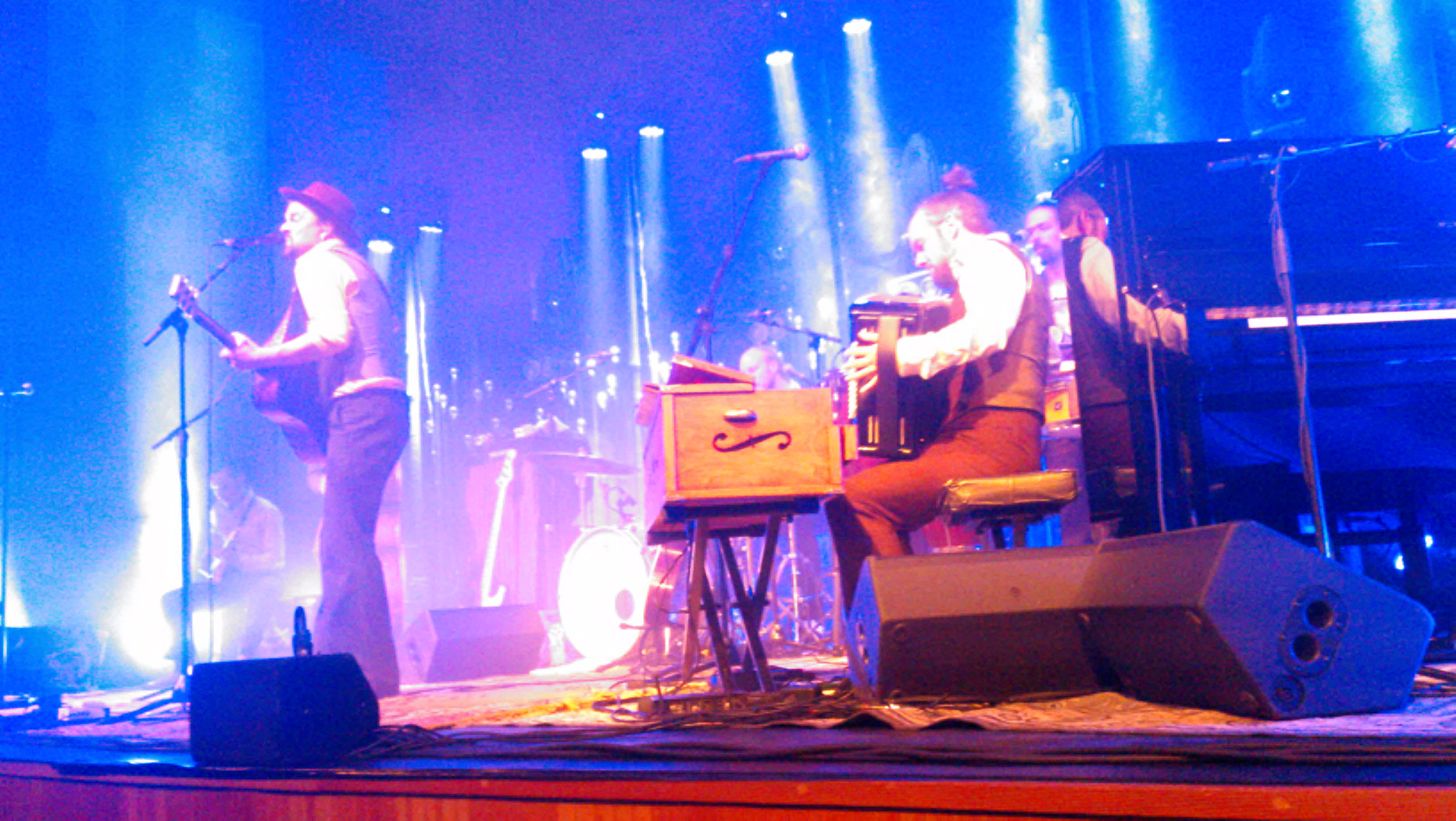
Tuure Kilpeläinen ja Kaihon Karavaani, Kulturzentrum Korundi in Rovaniemi, Oktober 2015

Seine erste Band hat Tuure Kilpeläinen bereits im Teenager-Alter gegründet. Die Band spielte hauptsächlich Cover, Tuure spielte zunächst Bass, später hat er Gitarre und Piano gelernt. Mit 16–17 Jahren schrieb er seinen ersten Songtext, Kuusaa Blues.
Im Jahre 1996 hat Tuure zusammen mit Jussi Jaakonaho, Tero Siitonen und Jan Pethman unter dem Bandnamen Salamanteri eine EP-Platte namens Auringonpilkut (fin. Sonnenflecken) veröffentlicht. Die drei Lieder auf der EP hat er zusammen mit Jussi Jaakonaho geschrieben.
In den 1990er Jahren ging Tuure Kilpeläinen auf eine Kunsthochschule, gleichzeitig hat er weiterhin Musik komponiert, für Luksus aber auch für andere Sänger, wie Jonna Tervomaa.
Ab 2003 spielte er solo, die Alben Tuure Kilpeläinen, Just und Kysymyksiä sudelle gab er unter dem eigenen Namen heraus. 2010 fing er an, mit Weltmusik zu experimentieren, woraus sich die Band Kaihon Karavaani entwickelt hat, mit der er bis heute auftritt. Die Stücke auf dem 2010er Album Valon pisaroita stammen überwiegend aus seiner eigenen Feder, auf späteren Alben sind auch Lieder der anderen Bandmitglieder zu hören.
Tuure schrieb auch Musik für den Animationsfilm Red Leaves Falling und wirkte bei einigen Kindermusik-Platten mit, so bei Ipanapa, Robotti Vipusen kovalevy und Robotti Vipunen II.

### Kaihon Karavaani
Seit 2010 tritt Tuure Kilpeläinen mit der eigenen Band Kaihon Karavaani auf. Dazu gehören:
- Tuure Kilpeläinen: Gesang und Gitarre
- Sampo Haapaniemi: Schlagzeug, Gesang, Abmischung & Produktion
- Rocka Merilahti: Gitarre und Gesang
- Jarno T. Karjalainen: Bass und Gesang
- Jiri Kuronen: Tasteninstrumente, Akkordeon und Gesang
- Aarne Riikonen: Schlagzeug und Gesang

### Auszeichnungen
- Emma-gaala 2011: Bester männlicher Sänger, bestes Schlageralbum (Erämää).

## Diskografie

### Alben
- 2003: Tuure Kilpeläinen (RCA/BMG Finland)
- 2005: Just (Grandpop Records)
- 2006: Kysymyksiä sudelle (Grandpop Records)
- 2010: Valon pisaroita (WEA Records)
- 2012: Afrikan tähti (WEA Records)
- 2014: Käpälikkö (Kaiho Republic)
- 2016: Surusilmäinen kauneus (Universal Music)
- 2017: Kaihon karnevaali (Warner Music)
- 2020: Paluu paratiisiin (Universal Music)
- 2023: Sanat jää ilmaan

### Singles
- 2002: Älä revi mua
- 2003: Vesitornin varjossa
- 2003: Ihoni alla
- 2003: Haloo Hanoi
- 2004: Lusikat laatikossa
- 2005: Turisti
- 2005: Viisi virhettä
- 2005: Rakkautta ruttopuistossa
- 2006: Holtiton sydän
- 2006: Jos sudelta kysytään
- 2006: Rakkaus murhaa
- 2006:  Kaupungin suonet
- 2007: Vipusen vakava vesivahinko
- 2010: Valon pisaroita (mit Kaihon Karavaani)
- 2010: Vaeltava aave (mit Kaihon Karavaani)
- 2010: Lohtu (mit Kaihon Karavaani)
- 2011: Kuningas ei
- 2011: Pelko pois (mit Kaihon Karavaani)
- 2011: Ystävänpäivä (mit Kaihon Karavaani)
- 2012: Erämaa (feat. Yona, mit Kaihon Karavaani)
- 2012: Oi onnenmaa (mit Kaihon Karavaani)
- 2013: Hyvä, paha, ruma mies(mit Kaihon Karavaani)
- 2014: Lisätään lämpöä (mit Kaihon Karavaani)
- 2014: Hymyilevä Apollo (mit Kaihon Karavaani)
- 2014: Laiva (mit Kaihon Karavaani)
- 2015: Pyyteetön rakkaus (mit Kaihon Karavaani)
- 2015: Irrallaan (mit Kaihon Karavaani)
- 2016: Autiosaari (mit Kaihon Karavaani)
- 2016: Surusilmäinen kauneus (mit Kaihon karavaani)
- 2016: Kesken jää (mit Kaihon karavaani)
- 2017: Tässä memee vielä hetki (mit Kaihon karavaani)
- 2017: Kai surra saan (mit Kaihon karavaani)
- 2018: Sateet (mit Janna)
- 2018: Elämänpuu
- 2018: Kahleet
- 2018: Rakkauden roinaa
- 2018: Jättiläinen
- 2018: Tornado (mit Kaihon karavaani)
- 2018: Elämältä kaiken sain
- 2019: Mä oon sun (mit Kaihon karavaani)
- 2019: Se on minä joka hajoaa (mit Kaihon karavaani)
- 2020: Rakastan sua niin et se sattuu (mit Kaihon karavaani)
- 2020: Kaukana kotoa (mit Brädi)